# سوزان كلوف
سوزان كلوف (بالإنجليزية: Susan Clough)‏ هي أمينة سر أمريكية، ولدت في 1945 في كولومبيا في الولايات المتحدة.